# Ротунда (Сучава)
Ротунда (рум. Rotunda) — село у повіті Сучава в Румунії. Адміністративно підпорядковане місту Літень.
Село розташоване на відстані 340 км на північ від Бухареста, 27 км на південний схід від Сучави, 88 км на північний захід від Ясс.

## Населення
За даними перепису населення 2002 року у селі проживали 2273 особи, усі — румуни. Усі жителі села рідною мовою назвали румунську.